# Attilio Castrogiovanni
Attilio Castrogiovanni (Linguaglossa, 15 maggio 1908 – Linguaglossa, 5 ottobre 1978) è stato un politico e avvocato italiano.

## Biografia
Frequentò le scuole elementari nella natia Linguaglossa e il ginnasio a Roma, presso il collegio Santa Maria, ma conseguì la maturità classica presso il liceo Spedalieri di Catania. Durante il suo soggiorno nella Capitale aveva fondato assieme ad alcuni compagni la rivista "Fides et labor". Si laureò in giurisprudenza con il massimo dei voti. 
Nel 1929 recuperò il corpo di Giovannino Bonaccorso, un giovane di Piedimonte Etneo che si era avventurato sull'Etna assieme a un gruppo di turisti e vi era morto per gli effetti di un'improvvisa eruzione. Questo gesto gli valse una medaglia d'oro insieme ad una lapide in memoria dell'accaduto posta in prossimità della vetta.
In seguito allo sbarco alleato fu nominato, il 28 settembre 1943, commissario prefettizio di Linguaglossa. Amministrò il comune fino al 30 agosto 1944, rimosso dall'Alto Commissario per la Sicilia Salvatore Aldisio per le simpatie nutrite nei confronti del nazionalismo siciliano.
In seguito all'esperienza come commissario prefettizio, Castrogiovanni si inserì nelle file del Movimento Indipendentista Siciliano. Nel giugno del 1945, dopo l'uccisione di Antonio Canepa, divenne per breve tempo il comandante dell'EVIS. Fu segretario del MIS nel 1947 dopo l'espulsione dal movimento di Antonino Varvaro.

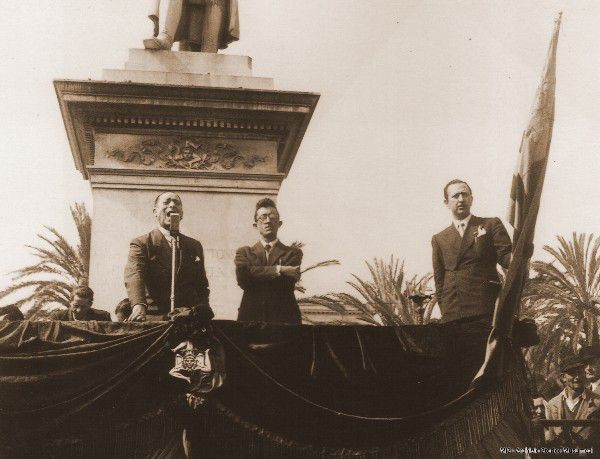
Comizio del MIS a Palermo. Castrogiovanni è al centro, tra Andrea Finocchiaro Aprile e Concetto Gallo

Nel 1946 era stato eletto deputato all'Assemblea costituente della Repubblica italiana. Nel 1947 fu eletto deputato all'Assemblea Regionale Siciliana nel collegio di Catania. Non fu rieletto nel 1951.